# آدم والنساء (فلم)
آدم والنساء فيلم خيال مصري  للمخرج السيد بدير عن قصة الكاتب الأمريكي بات فرانك ومن سيناريو وحوار ناصر حسين عام 1971. الفيلم من بطولة حسن يوسف ونبيلة عبيد ونجوى فؤاد  وتدور الأحداث حول قصة خيالية تنتشر فيها الإشعاعات الذرية في كل العالم، ويصاب جميع الرجال بالعقم بسبب هذا، ولكن تحمل زوجة واحدة فجأة بصورة غير متوقعة، فتتعلق آمال العالم كله بذلك الرجل الذي مازال قادرًا على الإنجاب.
صدر الفيلم إلى دور العرض المصرية في 14 يونيو عام 1971.
منح موقع قاعدة بيانات الأفلام على الإنترنت (IMDB) الفيلم درجة 3.8/ 10.
منح موقع قاعدة بيانات الأفلام العربية «السينما.كوم» الفيلم درجة 4.8/ 10.

## طاقم التمثيل
حسن يوسف: في دور آدم (عامل منجم الرصاص)
نبيلة عبيد: في دور زوجة آدم
نجوى فؤاد: في دور حواء الجديدة
بدر الدين جمجوم: في دور صديق آدم
عدلي كاسب: في دور رئيس آدم
عباس فارس: في دور الوزير
علي جوهر: في دور رئيس المخابرات
كامل أنور: في دور موثق الزواج
نصر سيف: في دور الحارس الخاص
بالاشتراك مع: نبيل الهجرسي – محمد أباظة – ممتاز أباظة – فهمي أمان – سميحة محمد – سعاد صبري – أشرف السلحدار – زيزي مناع – ثريا عز الدين – حنان يوسف – نوال هاشم – دلال حسني – الطوخي توفيق – عبد الحميد المنير – توفيق الكردي – فيفي يوسف – عبد المنعم النمر.

## أحداث الفيلم
يعمل العامل (حسن يوسف) في منجم للرصاص، وينام بداخله مما يدعو زوجته (نبيلة عبيد) وصديقه (بدر الدين جمجوم) للبحث عنه كل يوم، ويتعرض أيضاً للخصم من مرتبه على يد رئيسه (عدلي كاسب). تفقد إحدى الطائرات المحملة بقنابل نووية، ويجري البحث عنها لتأمينها. يعلم الجميع أن الطائرة الضائعة لو انفجرت سوف ينتشر الإشعاع النووي الكرة الأرضية كلها. ويحدث ما يخشاه الجميع، وتسقط الطائرة في المحيط وتنتشر أشعتها في الكون، ويتصادف أن العامل الكسول كان نائماً بداخل المنجم. ترتفع درجة حرارة الكرة الأرضية ويصاب  الرجال بسبب الإشعاعات بالعجز الجنسي ولكن عامل المنجم كان له وضع خاص حيث أن الرصاص منع الأشعة النووية من إصابته بالعجز الجنسي، وفوجئ العالم بأن زوجته حامل فعلموا أنه آدم الجديد. أقيمت وزارة خاصة لرعايته بقيادة الوزير (عباس فارس)، كما أقيم قصراً منيفاً ليعيش فيه العامل. تم تخصيص حارس خاص (نصر سيف) وأصبحت الوزارة تشرف على صحته وطعامه وملابسه، وبدأ يعاني من الروتين وتم عرضه على السياح بتذاكر للإستفادة المادية منه. يطلب العامل تعيين مساعد لخدمته في وزارته، وهذا المساعد ليس إلا زوجته متنكرة في ملابس الرجال. تتظاهر النساء المؤيدة لآدم الجديد، وتهتف بإسمه منددة بمحاولة تصديره للخارج. تجتمع الدول العظمى وترى انه من غير المعقول أن دولة متخلفة كدولة آدم تكتب لها الحياة وتنقرض باقى الدول فقرروا أن يمكث آدم الجديد في كل بلد شهراً ليلقح نساءها. يرفض آدم فتقرر إحدى الدول أن تخطف آدم وتكلف مدير مخابراتها (على جوهر) بخطفه. يضع مدير المخابرات خطة ويختطف آدم ويضعه في جزيرة منعزلة ويحضر له حواء جديدة (نجوى فؤاد). يقرر السكرتير العام للأمم المتحدة، بعد أن رفض آدم حواء الجديدة، أن يحضر موثق الزواج (كامل أنور) ليتزوجها تحت تهديد السلاح. يقرر العامل عدم الاقتراب من حواء التي تسقيه الخمر وتحمل منه. تحاول السلطة الدولية إحضار حواء أخرى ولكن العامل يلوذ بالفرار عائداً إلى بلده. تحاول الدول العظمى إقناعه بالتعاون لإعادة إعمار الأرض ويوافق بشرط نزع السلاح النووي وإيقاف التسابق الذري وإلغاء التفرقة العنصرية، وتوافق جميع الدول ولكن قبل تنفيذ الإتفاق تظهر حالات حمل في روسيا والصين واليابان وإيطاليا مما يدل على أن تأثير الانبعاث النووي قد بدأ يخبو فقل الاهتمام بآدم وعاد إلى زوجته وإلى المنجم لينام فيه ويخصم له رئيسه من مرتبه.

## استقبال الفيلم
كتب محمود قاسم على موقع جريدة الشروق: "الفيلم لا يركز على الجانب العلمى بقدر الأخلاق والسلوك الاجتماعي المرتبط بمثل هذه الظروف، فالزوجة تشعر بالغيرة الشديدة عليه...  في تلك الأفلام التي تمثل السبعينيات، كانت مكانة نبيلة عبيد تتأرجح في الأفلام، فهى البطلة الرئيسة هنا في الفيلم، بينما هي بطلة مساعدة في أفلام أخرى سواء في مصر أو خارجها، وهذا هو التعاون الوحيد مع سيد بدير، الذي كان أهم كتاب الحوار والسيناريو في الأفلام، لكن أعماله كمخرج سينمائى لم تكن بأهمية الأفلام التي كتبها ومنها "ليلة رهيبة"، و"الزوجة العذراء" ولكننا يمكن مشاهدة "غصن الزيتون" باهتمام، والغريب أنه في فيلم "آدم والنساء" ترك ناصر حسين يكتب السيناريو دون تدخل منه، واكتفى بالإخراج، والكاتب هو واحد من الصحفيين الذين عملوا بالسينما في التأليف والإخراج، ومنهم عزت الأمير، ومدحت السباعى، وصار عميد إخراج أفلام المقاولات في الثمانينيات، وهي الأفلام التي بها أكبر قدر من التسطيح واللامبالاة، وأعتقد أنه تعامل مع السينما دوما باستخفاف، إلا في فيلم "آدم والنساء"... الملاحظ أن السيناريو لم يقم بتسمية شخصيات الفيلم فنحن لا نعرف أسماء النساء ولا الأصدقاء، أو العاملين في المناجم، ولا الدول، وإذا كان أحدهم قد ذكر بشكل عابر أن الزوجة المصرية اسمها "منى"، فإن إحدى الدول الكبرى التي تتصدر العالم تجهز امرأة راقية يطلق عليها اسم "حواء الجديدة" تصبح تحت قوة السلاح هي الزوجة الثانية للشاب آدم وذلك أسوة بالنص الأدبى وتزوج آدم إذن تحت التهديد، ويتم تحصينه، لكن سرعان ما يأتى الفرج حين يزول أثر الإشعاع النووى ويعود كل زوج إلى امرأته، وباعتبار أن طابوراً طويلا من النساء في انتظار أن يأتي الحل من حيث لا يعرف أحد من أين تجدر الإشارة أن هناك مسرحية مصرية اقتبست عن نفس الرواية باسم "رجل ومليون ست".

## وصلات خارجية
- آدم والنساء على موقع IMDb (الإنجليزية)
- آدم والنساء على موقع الدهليز
- آدم والنساء على موقع قاعدة بيانات الأفلام العربية
- آدم والنساء على موقع قاعدة بيانات الفيلم (الإنجليزية)
- آدم والنساء على موقع ليتربوكسد (الإنجليزية)
- آدم والنساء على موقع كينوبويسك (الروسية)
- آدم والنساء على الدهليز
- آدم والنساء على كاروهات